# Alberto Cavalcanti
Alberto Cavalcanti (Río de Janeiro, 6 de febrero de 1897 – París, 23 de agosto de 1982) fue un director y productor de cine brasileño.

## Trayectoria
Nació en Río de Janeiro, hijo de un destacado matemático. Era un niño precozmente inteligente y a la edad de 15 años ya estaba estudiando derecho en la universidad. Tras una discusión con un profesor, fue expulsado y su padre lo envió a Ginebra, Suiza, con la condición de que no estudiara derecho o política. Cavalcanti optó por estudiar arquitectura. A los 18 se mudó a París para trabajar para un arquitecto, y luego pasó a trabajar en diseño de interiores. Después de una visita a Brasil, ocupó un puesto en el consulado brasileño en Liverpool, Inglaterra. 
Marcel L'Herbier, una de las principales figuras del vanguardismo en Francia, le ofreció una oferta de trabajo como escenógrafo en 1923. Rodó Le train sans yeux (1926), y tras realizar en ese mismo año una película experimental que tuvo gran resonancia en Francia, Rien que les heures, alternó el documental con películas de ficción y adaptaciones de obras literarias: como En rade , Yvette, La p'tite Lilie  (las cuatro, en 1927); y luego hizo La jalousie du barbouille (1928), así como Le Petit Chaperon Rouge, Vous verrez la semaine prochaine (ambas, en 1929).
Fue un cineasta verdaderamente cosmopolita reconocido como gran maestro: Trabajó, básicamente, en cuatro lenguas. Ya en tiempos del sonoro, fue a Londres para trabajar con el documentalista John Grierson, de la empresa General Post Office, en 1933, hizo el documental Coal Face. Tras dirigir otras películas, ocupó el cargo de productor en los años 1940, que alternó con la dirección.  
Rodó en 1947 Me hicieron un fugitivo (They Made Me a Fugitive), película notable de ambiente criminal y buen retrato de los bajos fondos londineneses. 
En 1950 regresó a Brasil, donde desarrolló una tendencia cinematográfica realista conocida como Cinema novo, que fue un modo de dar empuje al cine nacional: * Simão, o caolho, 1952; y Mulher de verdade, 1955. Además fundó dos productoras cinematográficas, Vera Cruz y Quino Films. 
A finales de los años 50 retornó a Europa y alternó sus trabajos cinematográficos con proyectos televisivos. En Alemania rodó El señor Puntila y su criado Matti (Herr Puntila und sein Knecht Matti, 1956) al hilo de la obra teatral de Bertolt Brecht. 
Aún regresaría a Brasil para rodar El canto del mar (O Canto do mar, 1954). Siguió rodando algo más. Finalmente murió en París en 1982.

### Filmografía como director
| - 1926 Le train sans yeux - 1926 Rien que les heures - 1927 En rade - 1927 Yvette - 1927 La p'tite Lilie - 1928 La jalousie du barbouille - 1929 Le Petit Chaperon Rouge - 1929 Vous verrez la semaine prochaine - 1930 Toute sa vie - 1930 A canção do berço - 1930 À mi-chemin du ciel - 1930 Les vacances du diable - 1931 Dans une ile perdue - 1932 En lisant le journal - 1932 Le jour du frotteur - 1932 Revue montmartroise - 1932 Nous ne ferons jamais du cinema - 1932 Le truc du bresilien - 1933 Le mari garcon - 1933 Plaisirs defendus - 1933 Coralie et cie - 1933 Tour de chant - 1934 Pett and Pott: A fairy story of the suburbs - 1934 The glorious Sixth of June: New rates - 1935 Coal Face - 1936 Line to Tcherva Hut - 1937 We live in two worlds | - 1937 Who writes to Switzerland? - 1937 Message to Geneva - 1937 Four barriers - 1938 Alice in Switzerland - 1939 Men of the Alps - 1939 A midsummer day's work - 1941 Yellow Caesar (short) - 1942 Film and Reality - 1942 Went the Day Well? - 1943 Watertight - 1944 Champagne Charlie - 1945 Dead of Night - 1947 Nicholas Nickleby - 1947 They Made Me a Fugitive - 1947 The First Gentleman - 1949 For Them That Trespass - 1952 Simão, o caolho - 1955 Mulher de verdade - 1955 Herr Puntila und sein Knecht Matti - 1957 Die Windrose - 1959 La prima notte - 1961 The monster of Highgate Ponds - 1967 Thus Spoke Theodore Herzl - 1969 Les empailles - 1971 La visite de la vieille dame - 1976 Le voyageur du silence - 1976 Um homem e o cinema |

## Premios y nominaciones
| Año  | Premio                                   | Categoría                | Película       | Resultado |
| ---- | ---------------------------------------- | ------------------------ | -------------- | --------- |
| 1946 | Festival Locarno International Film      | Película más interesante | Dead of Night  | Ganador   |
| 1954 | Festival de Cannes                       | Palma de Oro             | O Canto do Mar | Nominado  |
| 1954 | Festival Karlovy Vary International Film | Mejor director           | O Canto do Mar | Ganador   |